# Dissangis
Dissangis är en kommun i departementet Yonne i regionen Bourgogne-Franche-Comté i norra Frankrike. Kommunen ligger i kantonen L'Isle-sur-Serein som tillhör arrondissementet Avallon. År 2022 hade Dissangis 119 invånare.

## Befolkningsutveckling
Antalet invånare i kommunen Dissangis
| Referens: INSEE |